# Daniele Adani
Pour les articles homonymes, voir Adani (homonymie).
Daniele Adani est un footballeur italien né le 10 juillet 1974 à Correggio en Italie qui évoluait au poste de défenseur central.

## Biographie

### En club
Adani a commencé sa carrière en Serie B avec Modène FC, à l'âge de 18 ans. En 1994, il est transféré à la Lazio mais, après deux mois sans jouer, il rejoint le Brescia Calcio en novembre.  Par la suite, il a connu la montée du club et la relégation entre les premières et deuxièmes divisions, jouant plus de 150 matchs officiels.
En 1999, Adani est transféré à la Fiorentina et gagne la Coupe d'Italie. En 2002, le club fait face à la faillite et le joueur signe pour l'Inter Milan. Il n'est pas considéré comme un premier choix mais joue tout de même une trentaine de matchs en deux saisons.
En 2004, Adani retourne à Brescia, mais quitte le club en mars de l'année suivante. Il rejoint Ascoli Calcio peu de temps après, et joue seulement trois matchs.
Adani joue deux ans avec l'Empoli FC, régulièrement utilisé lors de sa première année, mais seulement dans six matchs lors de sa seconde. Il arrête sa carrière en 2008, à 34 ans.

### En sélection
Adani compte cinq sélections pour l'Italie en quatre ans. Son premier match fut joué le 15 novembre 2000, contre l'Angleterre avec une victoire 1-0.
Le 27 mars 2002, contre le même adversaire, Adani fait sa deuxième apparition.

## Palmarès
- Fiorentina
  - Vainqueur de la Coupe d'Italie : 2001